# Gladys Cancela
Gladys Cancela Mazzucco (Montevideo, 20 de mayo de 1932-julio de 2004) fue una escritora y cantautora uruguaya.

## Biografía
Su obra "Canción de la Primavera" fue premiada en 1957 en un concurso de la Universidad de la República.
Su primer libro publicado fue una obra de poesía en prosa y se tituló "Se llamaba setiembre". Contó un prólogo de Dora Isella Russell y se publicó en 1960. Cuatro años después publicó un segundo libro de poesía, llamado "Continente del beso" con prólogo de Francisco Contreras Pazo. A partir de allí incursionó en la poesía gauchesca con su libro "El acero y la vaina" y la poesía que tocó temas relacionados con los afrouruguayos, como "Afro'68", publicado en 1968.
Según Sarah Bollo, su poesía era "emotiva, de forma flexible y armoniosa, de fondo moderno en los sentimientos expresados".
Se dedicó también a la investigación, y trabajo en el Departamento de Investigaciones Literarias de la Biblioteca Nacional. De este interés, surgen textos de crítica literaria, como los libros biográficos sobre Robert Ravera y Oscar Costa o el texto referido a Santiago Dossetti, publicado en la Revista de la Biblioteca Nacional el 23 de diciembre de 1983.
Incursionó también en la composición musical y el canto, editando para el sello Clave IEMSA un álbum titulado "Canto, guitarra y tamboril", en el que según el investigador Ildefonso Pereda Valdés, "es la primera mujer de raza blanca que, uniendo su voz, su pasión y sus ritmos, canta al negro y al tamboril".

## Obra
- Se llamaba setiembre (prólogo de Dora Isella Russell. Ed. Goes. 1960.)
- Continente del beso (prólogo de Francisco Contreras Pazo. Ed. Prometeo. 1964)
- El acero y la vaina (Ed. Prometeo. 1966)
- Afro'68 (Ed. Prometeo. 1968)
- La guitarra y su magia (Ed. Goes. 1973)
- Oscar Costa. El primer guitarrista uruguayo en Oriente (texto bilingüe en español e inglés. Impr. Haedo. 1974)
- De la guitarra al hombre: Robert Ravera (Ed. Índice. 1981)
- Total (Ed. Índice. 1981)